# Tommy O’Haver
Tommy O’Haver (* 30. November 1967 in Carmel, Indiana) ist ein US-amerikanischer Filmregisseur und Drehbuchautor.

## Biographie
Tommy O’Haver besuchte bis 1985 die Highschool in Carmel. Das Medium Film faszinierte ihn schon als Teenager, wo er kleine Super 8 Filme drehte, so dass er eine Karriere als Filmkritiker anstrebte. Das zugehörige Studium an der Indiana University in Bloomington absolvierte er mit einem Bachelor of Arts in Journalismus.
1991 zog er nach Los Angeles, da ihm angeboten wurde als Produktionsassistent zu arbeiten. Sein erstes Projekt war Freddy’s Finale – Nightmare on Elm Street 6 (1991). Er nahm Unterrichtsstunden im Schreiben von Drehbüchern an der University of California, Los Angeles und kreierte eigene Kurzfilme, wie beispielsweise The Pitch, sein Aufnahmewerk für die USC School of Cinema-Television.
Seine erfolgreichen Studenten-Kurzfilme Heidi and I, Catalina, Home Movies und Two handelten oftmals von der Homosexualität – er selbst lebt offen schwul – und waren auf diversen Filmfestivals vertreten. Beim Sundance Film Festival lernte er den Filmproduzenten David Moseley kennen, mit dessen Hilfe er seinen Debütfilm Billy’s Hollywood Screen Kiss (1998) als Regisseur und Drehbuchautor realisieren konnte. Sein Erstlingswerk, ein Remake von Catalina, wurde von Kritikern und Publikum gleichermaßen positiv aufgenommen. Dies bedeutete den Durchbruch für ihn.
Sein erster Kinofilm Ran an die Braut von 2001 war ein mäßiger Erfolg. Es dauerte etwa drei Jahre, bis ihm die Regie bei Ella – Verflixt & zauberhaft angeboten wurde.

## Filmografie
Als Regisseur
- 1998: Billy’s Hollywood Screen Kiss
- 2001: Ran an die Braut (Get Over It!)
- 2004: Ella – Verflixt & zauberhaft (Ella Enchanted)
- 2007: An American Crime
- 2017: Amerikas meistgehasste Frau (The Most Hated Woman In America)

Als Drehbuchautor
- 1998: Billy’s Hollywood Screen Kiss
- 2007: An American Crime
- 2017: Amerikas meistgehasste Frau (The Most Hated Woman In America)